# I Am Bread
I Am Bread est un jeu vidéo et de simulation développé et édité par Bossa Studios, sorti en 2015 sur Windows, Mac, PlayStation 4, Xbox One, Ouya et iOS.

## Système de jeu
Le jeu propose au joueur d'incarner une tranche de pain de mie et de simuler ses déplacements dans des niveaux en 3D. Le but du jeu est de faire le parcours en le moins de temps possible. Plusieurs modes de jeu sont disponibles sur celui-ci. Par exemple, il y a le mode classique (pain de mie) et il y a le mode bagel. D'autre mode de jeu y sont disponibles telle que le mode chèvre.

## Accueil
- GameSpot : 5/10[1]
- IGN : 7,2/10[2]
- PC Gamer US : 58 %[3]